# 陈瑫
陳瑫（1543年—？），字國輝，江西南昌府南昌縣民籍，明朝政治人物。

## 生平
嘉靖四十年（1561年）辛酉科江西鄉試第五十五名，萬曆五年（1577年）丁丑科會試第一百五十八名，登三甲第九名進士。
万历十七年（1589年）接替张淳任建宁府知府一职，万历二十年（1592年）由伍士望接任。

## 家族
曾祖陳元金。祖父陳大成，父陳世博。母熊氏。具庆下。